# Батл-Лейк (город, Миннесота)
Батл-Лейк (англ. Battle Lake) — город в округе Оттер-Тейл, штат Миннесота, США. На площади 3,1 км² (3,1 км² — суша, водоёмов нет), согласно переписи 2009 года, проживают 767 человек. Плотность населения составляет 220,6 чел./км².
- Телефонный код города — 218
- Почтовый индекс — 56515
- FIPS-код города — 27-03970[1]
- GNIS-идентификатор — 0639727[2]